# Josef Chuchro
Josef Chuchro (3. července 1931, Praha – 19. srpna 2009, Praha) byl český violoncellista.
Základy hudebního vzdělání mu poskytl jeho otec Josef Chuchro starší (1903–1975), který byl varhaník. Na Pražské konzervatoři i na Akademii múzických umění studoval u prof. Karla Pravoslava Sádla. Byl členem Sukova tria (od roku 1952) a Pražského violoncellového dua (založil je roku 1979 se svým synem Janem). Roku 1961 byl jmenován sólistou České filharmonie. Kompletní nahrávka Beethovenových sonát a variací pro violoncello a klavír v podání Josefa Chuchra a Jana Panenky byla oceněna prestižní cenou Award of Merit. Nahrál 38 sólových gramofonových desek, z toho 9 s Českou filharmonií a 40 s komorními skladbami. V letech 1990–1997 působil ve funkci děkana HAMU. Pohřbený je na pražských Olšanech.